# Драйв-Тайм
Драйв-Тайм (англ. Drive Time) — часові проміжки між 6.00 і 10.00 (ранковий драйв-тайм) та між 14.00 і 18.00 (післяобідній драйв-тайм), коли радіостанції по всьому світу традиційно мають найбільшу аудиторію і, відповідно, найбільшу комерційну привабливість. Драйв-Тайм зазвичай збігається з годиною пік.
Багато рекламодавців вважають, що значна частину усіх прослуховувань AM/FM-радіо припадає саме на цей період, через що комерційне радіо може генерувати найбільший дохід від реклами. За даними Nielsen, близько 42 % загального часу слухання відбувається в ці періоди.

## Історія
Поняття «drive-time radio» сформувалося після 1960 року, коли тривалість щоденних поїздок у містах значно зросла, і радіостанції почали акцентувати програмування саме на ранкові та вечірні години пік, щоб залучити максимально чисельну аудиторію.
Зі зростанням популярності подкастів з початку 2000-х ранкові радіошоу стали публікувати свої випуски онлайн із вирізаними новинними та трафік-сегментами, дозволяючи слухачам обирати зручний час для прослуховування. Таким чином Драйв-Тайм почало втрачати частину аудиторії.